# Eurolanche
Eurolanche Fan Club je europski fan klub Colorado Avalanchea kojeg je 2007. godine osnovao slovački novinar David Puchovsky. Eurolanche organizira godišnje izlete svojih članova iz Europe u Sjedinjene Države, sastanke članova i susrete s igračima Avalanchea. Prema NHL-u, Eurolanche je najveći fan klub Colorado Avalanchea u svijetu.

## Članstvo
Od 2018. godine klub broji više od 800 registriranih članova. Članovi dolaze iz 43 zemlje i sa 6 kontinenata. Klub ima i članove iz Hrvatske.
Svaki obožavatelj Colorado Avalanchea može se pridružiti Eurolancheu putem obrasca za registraciju na njihovoj glavnoj internet stranici. Glavne pogodnosti kluba su dostupne samo za članove koji žive u Europi a premijske pogodnosti su za one članove koji prisustvuju na događajima kluba.

## Borna Rendulić i mediji
Eurolanche je imao izvrsnu vezu s prvim hrvatskim NHL igračem, Bornom Rendulićem dok je igrao za Colorado Avalanche. Klub je objavio razne intervjue s njim i upriličio sastanak 2016. godine u Hrvatskoj na Svjetskom prvenstvu divizije I, skupine B. Hrvatski novine Sportske Novosti objavile su i članak o posjetu Eurolanchea gradu Zagrebu.]
Povrh toga, Eurolanche je spominjan kao izvor u mnogim medijima diljem svijeta, uglavnom zahvaljujući redovitim objavama ekskluzivnih intervjua s igračima Avalanchea ili zbog svojih događaja u SAD-u. Popis glavnih medijskih nastupa uključuje američke TV kanale NBC Sports, Fox 31, CBS Denver, Altitude TV, časopis The Hockey News, novine Denver Post te internetske stranice NHL.com i ColoradoAvalanche.com.

## Joe Šakić
Eurolanche je poznat i drugoj hokejaškoj ličnosti s hrvatskim korijenima - trenutnom generalnom direktoru i bivšem legendarnom igraču Avalanchea, Joe Šakiću. Šakiću je osobno poklonjena Eurolancheova knjiga pod naslovom "10 godina Eurolanchea" koja je objavljena krajem 2017. godine povodom 10. obljetnice Eurolanchea. Knjiga je tiskana u ograničenom izdanju od 300 primjeraka na slovačkom i engleskom jeziku. Do kraja 2017, gotovo svi primjerci su rasprodani.
Eurolanche se redovito sastaje s Joeom Šakićem na projektu Eurolanche Invazija u Denveru.

## Ostale aktivnosti
Eurolanche je u prvih deset godina postojanja organizirao devet susreta članova i devet susreta s tadašnjim i bivšim igračima Colorado Avalanchea u Europi. Igrači s kojima se klub susreo su Peter Budaj, Paul Stastny, Milan Hejduk, Jan Hejda, David Koci, Steven Reinprecht, Uwe Krupp i David Aebischer. Klub također organizira natjecanja u kojima poklanja Avalancheove suvenire i autograme igrača te svakodnevno pokriva Avalanche hokej na svojoj glavnoj stranici.
Osim toga, Eurolanche je organizirao Eurolanche Raid 2017 za svojih 57 članova iz 10 zemalja na rijetkom događaju NHL-ove Globalne Serije u Švedskoj. Članovi su gledali dvije jedinstvene utakmice Colorado Avalanchea protiv Ottawa Senatora u studenom 2017. godine. Eurolancheov novinar je izvještavao cijeli događaj zahvaljujući punoj akreditaciji dobivenoj od NHL-a.